# Криптоспоридіоз
Криптоспоридіоз (англ. Cryptosporidiosis) — паразитарна хвороба, яку спричинюють представники роду Cryptosporidium, типу Apicomplexa. При цьому уражається тонка кишка і респіраторний тракт. Часто хворіють діти перших років життя.

## Актуальність
Через часту маніфестацію у хворих на ВІЛ-інфекцію захворюванню приділяється наразі велика увага.

## Етіологія
Збудник — дрібні кокцидії Cryptosporidium oocystes (родина Cryptosporiidae, підпорядок Eimeriina), що паразитують у поверхневому шарі епітелію слизової оболонки шлунка, товстої і тонкої кишок людини, різних тварин і птахів. Організм вперше був описаний в 1907 році Ернестом Е. Тайззером, який визначив його приналежність до кокцидій. В ураженому організмі одночасно відбуваються статевий і безстатевий процес розвитку криптоспоридій. У довкіллі можуть зберігати життєздатність від 2 до 6 місяців. Хворобу у людей здатні спричинити 15 видів роду Cryptosporidium. Серед них більшість випадків пов'язана з Cryptosporidium hominis, для якого людина є єдиним природним господарем. Серед зоонозних видів велику частку уражень людей спричинюють C. parvum.

## Епідеміологічні особливості
Хвороба передається через фекально-оральний механізм передачі інфекції від інфікованих людей. Більшість спорадичних інфекцій відбувається через побутовий особистий контакт. Передача також може відбуватися після контакту з тваринами (телята, поросята, ягнята, собаки, кішки), а також гризуни, птахи тощо. Близько 30 видів тварин можуть бути хазяями криптоспоридій. Зараження може відбутися через потрапляння до ротової порожнини у води (головним чином під час плавання) або через їжу. Великі водні спалахи спричинені забрудненням міських водних та рекреаційних вод (наприклад, басейнів, ставків, озер). Можлива передача збудника й від інфікованої людини. Тривалість заразливості джерела — весь період захворювання і наступні кілька тижнів.
Природна сприйнятливість людей невисока; найсхильніші до ризику захворювання особи з імунодефіцитом: серед хворих з різними хронічними хворобами 10-20 % уражені криптоспоридіями, серед хворих на ВІЛ-інфекцію — близько 4 %.
Хвороба поширена повсюдно. У розвинених країнах 1-4,5 % населення піддаються ризику зараження криптоспоридіями, в країнах, що розвиваються — 3-20 %. До групи ризику належать діти до 10 років (особливо у віці 2 років), на частку яких припадає близько 50 % всіх захворювань, а також представники таких професій, як ветеринари, тваринники, працівники підприємств по забою худоби. Описано великі водні та молочні спалахи.

## Патогенез
Опинившись всередину епітеліальної клітини, паразит проходить серію статевих та безстатевих стадій, що зрештою призводять до виробництва ооцист. Описано дві морфологічні форми ооцист: тонкостінні ооцисти (безстатева стадія), які існують у межах одного хазяїна і спричинюють аутоінвазію, тоді як товстостінні ооцисти (статева стадія) потрапляють у довкілля. Це може тривати ще й упродовж декількох тижнів після того, як пацієнт зазнає клінічного покращення.

## Клінічні ознаки
Інкубаційний період триває 2-28 днів. Криптоспоридіоз може перебігати як:
- безсимптомна інфекція,
- гостра форма тривалістю менше 2 тижнів,
- рецидивна гостра форма,
- хронічна форма тривалістю більше 2 тижнів, при якій прояви тяжкі та стійкі.

### Криптоспоридіоз кишки
Загальні ознаки включають:
- Помірна до тяжкої водяниста діарея, іноді випорожнення містять слиз, рідко кров або лейкоцити.
- У дуже тяжких випадках діарея може бути рясною, подібною до холерних випорожнень.
- Субфебрильна гарячка.
- Спазматичний біль у животі.
- Втрата ваги.
- Втома.
- Нудота і блювання.
- Болючість в епігастральній ділянці.
- Зрідка реактивний артрит (переважно суглобів рук і ніг).
- Жовтяниця.
- Асцит

У спорадичних випадках гарячка низького рівня або її немає, проте під час спалахів вона може спостерігатися у 30-60 % пацієнтів.

### Особливості перебігу у імнуноскомпрометованих пацієнтів
У хворих на ВІЛ-інфекцію при рівні CD4, більшому від 200 в 1 мкл, хвороба має доброякісний перебіг і за клінічними ознаками істотно не відрізняється від таких в імунокомпетентних людей. При вираженішій імунодепресії розвивається хронічна діарея з частими, рясними, смердючими випорожненнями, що зумовлюють значні втрати ваги і виснаження. У деяких пацієнтів діарея може мати холероподібний перебіг і супроводжуватися тяжкими водно-електролітними порушеннями. У осіб з дуже низькими показниками CD4 і у дітей з Х-пов'язаним імунодефіцитом з гіперімуноглобулінемією М (IgM) часто в патологічний процес залучається гепатобіліарна система. Може розвиватися некалькульозний холецистит, склерозуючий холангіт, папілярний стеноз, або панкреатит. Ці патологічні стани зазвичай супроводжуються болем у правому верхньому квадранті живота, нудотою, блюванням. Іноді у пацієнтів з імунодефіцитом можуть також розвиватися респіраторні прояви: задишка, свистяче дихання, кашель, захриплість голосу. На рентгенограмі легенів можуть з'являтися двосторонні інфільтрати.

### Криптоспоридіоз у дітей раннього віку
Частіше може набувати затяжного перебігу, вище ризик розвитку тяжких водно-електролітних порушень аж до дегідратаційного шоку, а також тяжких трофічних порушень, пов'язаних з мальабсорбцією і зниженням апетиту. Найважче перебігає криптоспоридіоз у виснажених і гіпотрофічних дітей. Описані випадки бронхолегеневих уражень у імунокомпетентних дітей раннього віку з розвитком тяжкого респіраторного дистрес-синдрому.

## Ускладнення
Тяжке зневоднення, дегідратаційний шок, гепатит, некалькульозний холецистит, склерозуючий холангіт, панкреатит, кахексія, пневмонія, респіраторний дистрес-синдром.

## Діагностика
Через малохарактерні клінічні прояви криптоспоридіозу потрібно застосовувати специфічні методи. Використовують виявлення ооцист криптоспоридій у фекаліях при мікроскопії з попередніми фарбуванням (за Цилем-Нільсеном) або з використанням сучасних методів концентрації. Застосовують мікроскопію з використанням прямих флюоресцентних антитіл. Проводять ПЛР для виявлення ДНК криптоспоридій (кал, бронхоальвеолярний лаваж, біоптат). Також можливе виявлення антигенів криптоспоридій за допомогою ІФА (кал, бронхоальвеолярний лаваж, біоптат).

## Лікування
Зрілі епітеліальні клітини на кінчиках ворсинок переважно гинуть, отже, ферменти, експресовані на цих клітинах (включаючи лактазу), також втрачаються. Це призводить до вторинної непереносимості лактози. Таким чином, підтримуюча допомога повинна включати дієту без лактози. Зазвичай достатньо ентерального харчування. Стан може поліпшуватися при застосуванні харчових добавок, які містять цинк або глутамін.
Для протипаразитарної терапії використовується нітазоксанід, паромоміцин або паромоміцин в комбінації з азитроміцином (в Україні нітазоксанід і паромоміцин не зареєстровані). Лікування дозволяє зменшити тяжкість проявів і скоротити тривалість хвороби. Паромоміцин (сам або в комбінації з азитроміцином) використовується при криптоспоридіозі у хворих на ВІЛ.
Регідратаційна терапія призначається протягом усього періоду діареї. Допоміжна терапія включає ентеросорбенти, пробіотики, препарати цинку.

## Профілактика
Очищення води є головним напрямком запобігання зараженню криптоспоридіями. Поширені процеси фільтрації, які включають застосування повільних піщаних, діатомітових земляних фільтрів видаляють до 99 % криптоспоридій. Картриджні фільтри очищують воду від цих збудників повністю. Криптоспоридії резистентні до хлорування води, тому для знешкодження їх слід застосовувати озон або ультрафіолетове опромінення. У побуті найнадійнішим є кип'ятинні води. Найкращий спосіб запобігти потраплянню та поширенню криптоспоридіозу полягає у виконанні правил гігієни та санітарії. Профілактика здійснюється ретельним миттям рук, особливо після дефекації та перед вживанням їжі. Люди повинні уникати контакту з фекаліями тварин, можливої забрудненої їжі та води.